# Limity
Limity jsou český komediální seriál, vysílaný Českou televizí na programu ČT1 od 12. ledna 2025. Seriál režíroval Petr Zelenka, který k němu rovněž napsal scénář.

## Děj
Hlavní postavou je spolumajitel firmy na likvidaci odpadu Karel (Aleš Háma), který zrovna není ekologicky zaměřený. Dalšími postavami jsou syn Igor (Maxmilián Dolanský), manželka Lenka (Veronika Khek Kubařová), která má poměr s ekologickým aktivistou Markem (Ondřej Brousek) a bývalá manželka a matka Maxe Alena (Tatiana Dyková).

## Obsazení
| Aleš Háma              | Karel    |
| Maxmilián Dolanský     | Igor     |
| Veronika Khek Kubařová | Lenka    |
| Ondřej Brousek         | Marek    |
| Jaroslav Plesl         | Jarda    |
| Pavla Beretová         | Pavla    |
| Tatiana Dyková         | Alena    |
| Lenka Netušilová       | Jana     |
| Petr Komínek           | Tomáš    |
| Romana Widenková       | Kateřina |
| Samuel Toman           | Mikuláš  |
| Marek Daniel           | Koutecký |
| Petr Buchta            | Peters   |
| Radim Novák            | Lachtan  |

Dále hrají: Filip Menzel, Marcela Holubcová

## Sledovanost (15+)

#### Díly
1. 1 350 000[3]
2. 1 088 000[4]
3. 1 015 000[5]
4. 907 000[6]
5. 889 000[7]
6. 834 000[8]
7. 744 000[9]
8. 852 000[10]